# Galindia

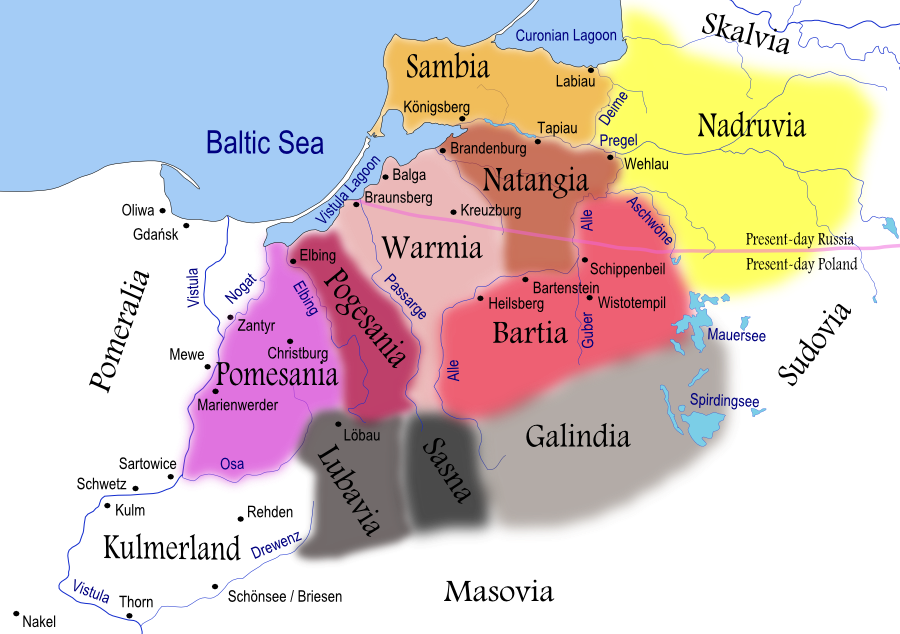
Ținuturile Prusiei

Galindia a fost unul dintre ținuturile situate în partea de sud a Prusiei, locuit de tribul Galindian.

## Istorie

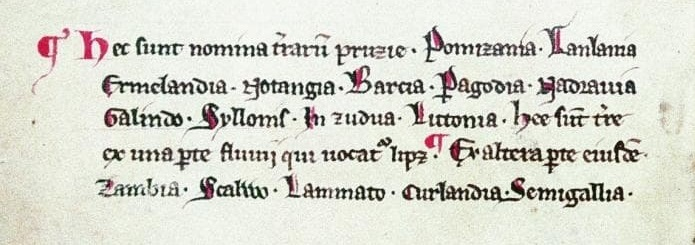
Lista terenurilor prusace din codexul danez Liber Census Daniae din ca. 1210-1231 Galindia s-a clasat pe primul loc pe al treilea rând.

Prima mențiune cunoscută a acestui pământ vine de la geograful Ptolemeu, care în secolul al II-lea. n. e. aproximativ în zona ținuturilor prusace de astăzi, el a menționat Galindoi și Sudinoi, probabil galindieni și Sudavieni (yotvingieni).
Cea mai veche mențiune medievală despre Galindia se găsește în colecția de documente Liber Census Daniae (cca. 1210–1231) a regelui danez Valdemar al II-lea cel Victorios, care în 1210 a pornit spre Prusia și a subjugat-o temporar.
Potrivit unei legende scrise de Szymon Grunau, numele tribului provine de la Galindo, al șaptelea fiu al lui Wejdewut. La granița cu Masovia, Galindo și-a construit fortăreața cunoscută sub numele de Galingenberg. Galindienii urmau să se lupte în mod constant cu mazovenii, ceea ce a dus la o astfel de depopulare, încât la momentul cuceririi teutonice, Galindia era aproape nelocuită, iar rămășițele galindienilor au fost asimilate de Masuria. Potrivit lui Petru de Dusburg, Galindia a fost depopulată ca urmare a atacului Yotvingienilor. Acesta din urmă a invadat Galindia, aflând despre devastarea ei de către trupele poloneze, a pus mâna pe bunurile supraviețuitoare, cai, vite, a ucis bătrânii și a luat în captivitate femei și copii.
În secolul al XIV-lea, cavalerii teutoni au început o campanie de colonizare în Galindia depopulată. Acest lucru a fost împiedicat de invaziile împovărătoare ale Lituaniei. În 1325, primarul local și membru al ordinului din Warmia, Frederick von Liebenzell, a fondat primul turn de veghe din Galindia din ținutul Gunlauken, numit Wartenburg (azi Barczewko), care a fost ulterior distrus de lituanieni. În 1334, următorul primar al Warmiei, Henry von Luther, a fondat un al doilea turn de veghe din lemn și pământ în zona Bertingen. Castelul a fost situat în Bertingen laux - campus Bertygen, iar un an mai târziu prima așezare, moșia cavalerului Bartążek, a fost înființată în apropierea castelului. În 1345, a început construcția unui nou castel de cărămidă în ținutul Galindian Bertingen, la 9 km nord de Bartążek, iar în 1353 a fost fondat un oraș nou - Olsztyn în apropiere. Orașul modern Olsztyn este situat în cea mai mare parte în fosta Galindia, în afara cartierelor nordice.
În 1346, această parte a Galindiei a căzut în mâinile Warmia, iar restul Ordinului. De-a lungul timpului, Galindia călugăriței a fost, de asemenea, stabilită și a devenit cunoscută sub numele de Mazuria.

## Nume
Conform ipotezelor acceptate, Galindia și-a luat numele de la cuvântul galas, însemnând „țara de la capătul lumii” – deoarece niciun trib prusac nu a trăit dincolo de granița Galindiei (așa s-a terminat țara prusacă).
- vezi explicația numelui sub Galindiens

## Teritoriu

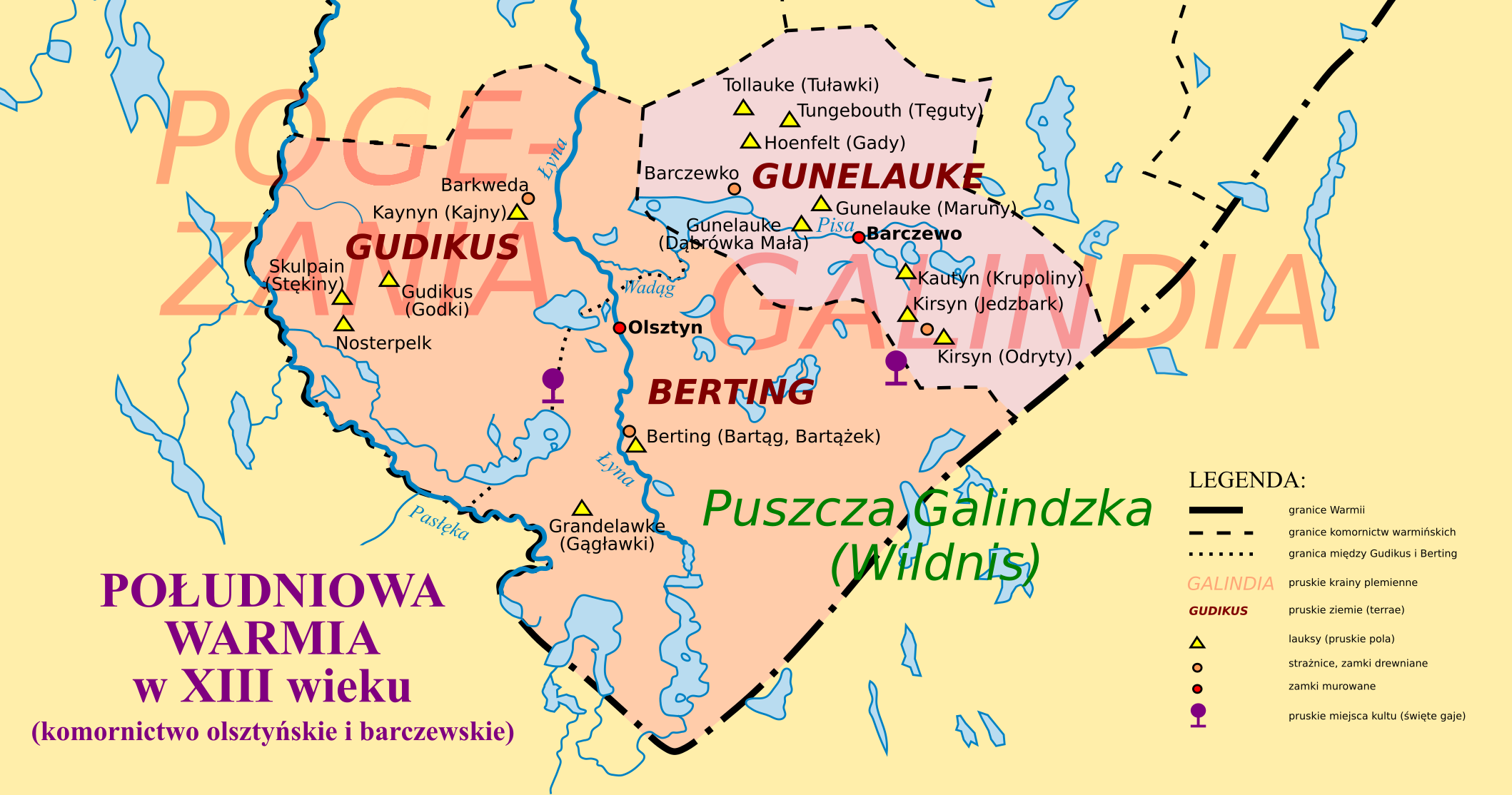
Ținuturile vestice ale Galindiei - Gunlauken și Bertingen (mai târziu în sudul Warmiei)

Terenul era situat pe râurile Allo ( Łyna ) și Lawoso și se întindea până la granițele Mazoviei. Din documente medievale scrise în secolul al XIV-lea. Galindia se întindea între Barcia și Polonia, la sud până la râul Narew și la est până la ținutul Jatvia.
Galindia se învecina la sud-vest cu Țara Sasinilor, la nord-vest cu Pomezania (Ținutul Gudikus ), la nord cu Barcja pornind la nord de Lacul Salęt și Nadrowia, la est cu Jaćwieża. Galindia a inclus ținuturile Warmia de mai târziu Bertingen ( Olsztyn și satele de la sud de oraș) și Gunlauken (în jurul Barczewo). Spre sud și est se întindea în secolul al XIII-lea o mare Pădure, practic nelocuită, numită Wildnis sau Pădurea Galindzka.
În prezent, zona fostei Galindie se află în Mazuria și în sudul Warmia.

Pe peninsula de la gura râului Krutynia până la Lacul Bełdany, de 10 ani se reconstruiește o așezare a tribului Galindian, unde viața lor de zi cu zi este recreată și diferite obiceiuri și ritualuri sunt prezentate în spectacole istorice.Format:ISG